# Sauvignon blanc
Sauvignon blanc là giống nho xanh có xuất xứ từ vùng Bordeaux, Pháp. Tên gọi của giống này được nhiều nguồn cho là ghép từ các từ tiếng Pháp "sauvage" (hoang dã) và "blanc" (màu trắng). Giống nho này là nguyên liệu chính để sản xuất ra loại rượu vang trắng cùng tên và được trồng ở nhiều nơi trên thế giới, bao gồm Pháp, Chile, Romania, Canada, Úc, New Zealand, Nam Phi, Bulgaria, các bang Oregon, Washington và California của Mỹ.
Tùy vào khí hậu mà giống nho có thể có vị thảo mộc hoặc ngọt. Ở xứ lạnh, rượu làm từ nho thường có vị acid đặc trưng, kèm theo hương của cỏ, ớt chuông xanh, tầm ma với một số loại trái cây nhiệt đới khác như chanh dây và hương hoa (như hoa cơm cháy). Trong khi đó ở xứ nóng, rượu thường có vị trái cây nhiệt đới đậm đà hơn nhưng dễ bị mất hương do chín quá độ, chỉ để lại một chút hương nho và một số loại trái cây khác.
Rượu sản xuất ở vùng Loire Valley (Pháp) và New Zealand được đánh giá là tươi, thanh lịch và chua giòn râm ran (cảm giác khi nếm vị acid trong rượu). Sauvignon blanc khi để lạnh có thể dùng kèm với cá và pho mát, đặc biệt là pho mát sữa dê (chèvre). Đây cũng là một trong số ít những loại rượu có thể ăn chung với sushi.